# مانفيل باديان
مانفيل باديان (بالأرمنية: Մանվել Բադեյան) (29 يونيو 1957 – 30 سبتمبر 2022) هو سياسي أرمني. التحق بـجامعة الدولة الأرمنية للاقتصاد. شغل باديان عضوية جمعية أرمينيا الوطنية عن الحزب الجمهوري الأرمني من عام 1999 حتى عام 2003. كما شغل منصب سفير أرمينيا لدى الكويت من عام 2016 حتى عام 2018.